# Chiesa dei Santi Maria e Jacopo alla Sambuca
La chiesa dei Santi Maria e Jacopo si trova a Sambuca Val di Pesa, una frazione di Tavarnelle Val di Pesa, in provincia di Firenze, diocesi della medesima città.
La chiesa di San Jacopo sorge in posizione leggermente rialzata rispetto al borgo nella parte meridionale del paese. La chiesa è documentata fin dall'XI secolo.

## Storia

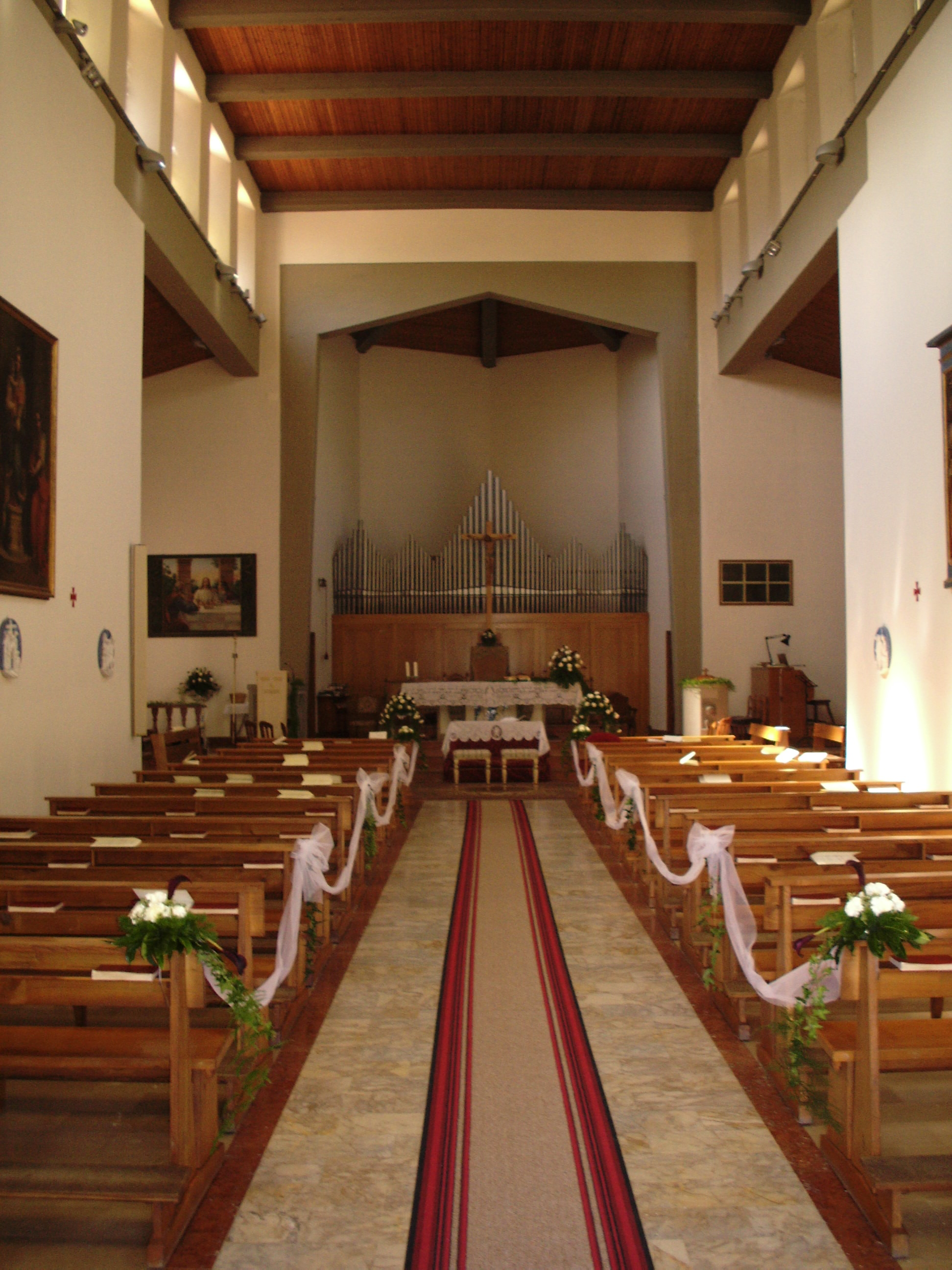
Interno della nuova chiesa

La tradizione assegna la fondazione della chiesa alla famiglia Buondelmonti, famiglia che in Val di Pesa aveva ampi possedimenti e patrona anche della vicina Abbazia di Passignano, grazie alla quale la chiesa divenne ben presto sede di un comunità di monaci agostiniani. L'insediamento dei monaci Agostiniani, dediti principalmente all'assistenza dei viandanti, fu favorito dalla vicinanza della via regia romana che congiungeva Firenze con Roma.
Questi piccoli monasteri dediti all'assistenza dei viandanti erano presenti un po' dovunque nel territorio della Valdelsa e della Val di Pesa. Ad esempio nel territorio di Barberino Val d'Elsa erano presenti le canoniche di San Stefano a Linari, di San Ruffignano a Monsanto, di Sant’Angelo a Nebbiano e di San Filippo.
Dopo essere stata di patronato dell'abate di Passignano, la chiesa tornò successivamente sotto il patronato dei Buondelmonti. A conferma di ciò vi è lo stemma gentilizio che sovrasta il portale di ingresso; In seguito venne elevata prima a prioria e quindi a collegiata con capitolo attivo fino al XV secolo.
La chiesa originaria. che era costituita da un'unica aula con copertura a capanna con a fianco la canonica con i resti di una torre costruita a difesa del complesso, ha subito nel corso dei secoli numerosi rifacimenti.
A seguito di una visita pastorale effettuata nel 1590 la chiesa venne profondamente ristrutturata. In quell'occasione venne realizzata la sacrestia sul retro del coro; nel 1655 vennero effettuati nuovi lavori di ristrutturazione a causa degli ampi squarci che erano apparsi sulle pareti.
Il Priore Vincenzo Ammeri, nel 1707 restaurò e rinnovò la Canonica che venne dotata di un elegante facciata con il portale sovrastato dallo stemma della famiglia Ammeri e da finestre con mostre in bugnato. Nel 1770 venne realizzato il portico a tre fornici antistante la chiesa.
Nel 1811 venne demolita la parete del coro, la sacrestia,  e la parete meridionale della chiesa che erano ridotte in uno stato tale da far temere un crollo. Nel 1826 i lavori di ricostruzione erano completati e il fabbricato acquistò le forme attuali. A ricordo dei lavori venne collocata una lapide sotto il portico.
A causa di nuovi problemi statici nel 1953 venne iniziata la realizzazione della nuova chiesa che venne consacrata nel 1965. 
Dell'impianto romanico ad aula della vecchia chiesa rimangono alcune tracce sulla parete ora inglobata dal fabbricato della contigua canonica dove è visibile una monofora architravata risalente alla primitiva costruzione. La vecchia chiesa, che è conosciuta localmente come la vecchia canonica, venne lasciata in uno stato di totale abbandono.

## Descrizione
L'interno a navata unica coperta da un soffitto ligneo piano conserva una Madonna del Rosario e Santi di Bernardino Monaldi.